# Bluesstandard
Met bluesstandards worden bluesliederen bedoeld die in de loop der jaren een zeer grote mate van bekendheid hebben gekregen en menigmaal zijn gecoverd door vele bluesartiesten. Vaak zijn bluesstandards in het standaardrepertoire van veel bluesartiesten opgenomen. Tevens worden bluesstandards dikwijls vertolkt door artiesten van verwante muziekgenres die uit de bluesmuziek voortkwamen, zoals de rock-'n-roll en de bluesrock.
Enkele voorbeelden van bluesstandards zijn I Can't Quit You Baby, High Heel Sneakers, Backwater Blues en You Shook Me.